# Ursona

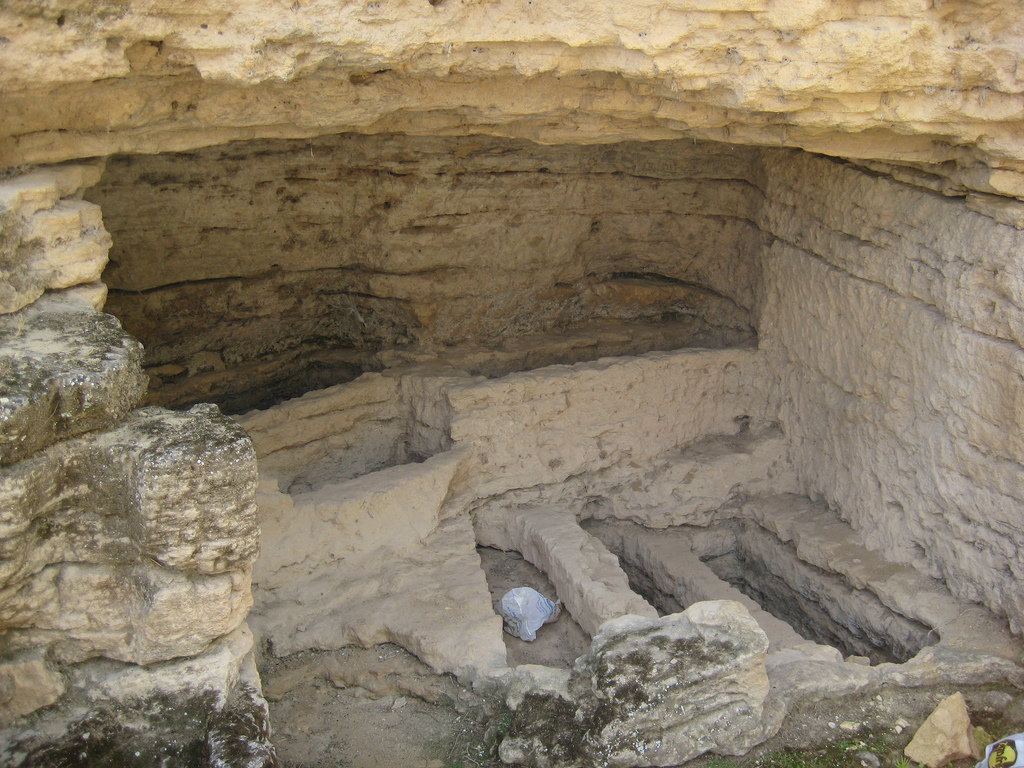
Pozostałości dawnego miasta Ursona

Ursona (łac. Ursonensis) – stolica historycznej diecezji w prowincji Hispania Baetica istniejącej w czasach rzymskich (IV – VI wiek).
Starożytne miasto Ursona identyfikuje się ze współczesną Osuną, w prowincji Sewilla w Hiszpanii. Obecnie katolickie biskupstwo tytularne ustanowione w 1969 przez papieża Pawła VI.

## Biskupi tytularni
| Lp. | Biskup                        | Funkcja                                          | Od                   | Do                   |
| --- | ----------------------------- | ------------------------------------------------ | -------------------- | -------------------- |
| 1   | Rafael Torija de la Fuente    | biskup pomocniczy Santander (Hiszpania)          | 4 listopada 1969     | 30 września 1976     |
| 2   | Paul Vincent Dudley           | biskup pomocniczy Saint Paul i Minneapolis (USA) | 9 listopada 1976     | 6 listopada 1978     |
| 3   | Jean-Marie Lafontaine         | biskup pomocniczy Montrealu (Kanada)             | 18 kwietnia 1979     | 3 czerwca 1981       |
| 4   | Joaquim Gonçalves             | biskup pomocniczy Bragi (Portugalia)             | 3 sierpnia 1981      | 19 maja 1987         |
| 5   | Roberto González Nieves       | biskup pomocniczy Bostonu (USA)                  | 19 lipca 1988        | 16 maja 1995         |
| 6   | César Augusto Franco Martínez | biskup pomocniczy Madrytu (Hiszpania)            | 14 maja 1996         | 12 listopada 2014    |
| 7   | Arturo Ros Murgadas           | biskup pomocniczy Walencji (Hiszpania)           | 27 czerwca 2016      | 31 października 2023 |
| 8   | Ángel Fernández Artime        | –                                                | 5 marca 2024         | 20 kwietnia 2024     |
| 9   | Rubén Darío Ruiz Mainardi     | nuncjusz apostolski                              | 28 października 2024 |                      |